# Zalisci
Zalisci (ukr. Залісці, pol. hist. Zaleśce) – wieś na Ukrainie, w obwodzie chmielnickim, w rejonie dunajowieckim.